# Eckhard Schultz
Eckhard Schultz (* 12. Dezember 1964 in Wolfsburg) ist ein ehemaliger deutscher Ruderer. Er wurde 1988 Olympiasieger im Achter.
Schultz startete für den Ruderverein Rauxel 1922. 1982 war er Juniorenweltmeister im Achter. 1986 und 1987 gewann er den Deutschen Meistertitel im Achter und belegte bei der Weltmeisterschaft mit dem Achter jeweils den sechsten Platz. 1988 gewann er die Deutschen Meistertitel im Vierer ohne Steuermann und im Achter, wobei der aus Achter-Ruderern bestehende Vierer den Ruhr-Vierer schlagen konnte, der 1983 und 1985 Weltmeister geworden war. Als Trainer Ralf Holtmeyer den Deutschland-Achter für die Olympischen Spiele in Seoul neu formierte, blieb der 1,99 Meter große Schultz im Boot. In der Besetzung Wolfgang Maennig, Thomas Möllenkamp, Matthias Mellinghaus, Eckhardt Schultz, Ansgar Wessling, Armin Eichholz, Thomas Domian, Schlagmann Bahne Rabe und Steuermann Manfred Klein gewann der Achter in Seoul Gold. Dafür erhielten er und die deutsche Achtermannschaft vom Bundespräsidenten das Silberne Lorbeerblatt.
Nach Karriereende und Abschluss seines Studiums arbeitete Schultz bei der Bayerischen Hypotheken- und Wechsel-Bank in München, wo er als Firmenkundenbetreuer und Vorstandsassistent tätig war. Danach wechselte er als Projektmanager zur Unternehmensberatung Roland Berger Strategy Consultants. 2002 ging Schultz als Bereichsleiter Betriebswirtschaft zur Bayerischen Immobilien Gruppe, einem Unternehmen der Schörghuber Unternehmensgruppe. 2004 wurde er Mitglied der Geschäftsleitung der Bayerischen Immobilien Gruppe. Von 2006 bis 2009 war Schultz kaufmännischer Geschäftsführer der Bayerischen Bau und Immobilien (BBIG). Im selben Jahr wurde er Geschäftsführer von LEG NRW und 2013 stellvertretender Vorstandsvorsitzender und CFO von LEG Immobilien. Er verließ das Unternehmen 2019 und wurde CFO des Münchener Immobilieninvestors Domicil Real Estate Group. Im Januar 2020 verließ er das Unternehmen „aus persönlichen Gründen“.